# Merauke
Merauke è una città dell'Indonesia, situata nella provincia della Papua. Si trova accanto al fiume Maro. Nel 2020 aveva una popolazione di 102 351 abitanti.

## Storia
Merauke è stata fondata nel febbraio del 1902 come avamposto militare dagli olandesi per evitare incursioni dei Marind-anim nella vicina Nuova Guinea Britannica e nelle Isole nord-occidentali dello Stretto di Torres (Boigu, Dauan e Saibai).
A Merauke fu costruita una base aerea alleata durante la Seconda guerra mondiale e fu teatro di combattimenti terrestri tra pattuglie australiane e giapponesi.
Merauke ha dato il nome alla nave della Marina degli Stati Uniti d'America, USS Merauke (ID-2498).

## Religione
La Cattedrale di San Francesco Saverio di Merauke è sede dell'arcidiocesi cattolica di Merauke.